# Croton cerinus
Pour Croton cerinus var. linifolius, (Urb.) Borhidi, 1977, voir Croton procumbens.
Espèce
Croton cerinus est une espèce de plantes à fleurs du genre Croton et de la famille des Euphorbiaceae, présente à l'ouest de Cuba (en incluant l'Île de la Jeunesse).
Il a pour synonymes :
- Croton cerinus forma angustifolius Hadac
- Croton procumbens C.Wright ex Griseb., 1865
- Oxydectes cerina (Müll.Arg.) Kuntze